# Толењо
Толењо (итал. Tollegno) је насеље у Италији у округу Бијела, региону Пијемонт.
Према процени из 2011. у насељу је живело 2467 становника. Насеље се налази на надморској висини од 485 м.

## Становништво
Према резултатима пописа становништва 2011. у општини је живело 2.645 становника.
| 1931. | 1936. | 1951. | 1961. | 1971. | 1981. | 1991. | 2001. | 2011. |
| ----- | ----- | ----- | ----- | ----- | ----- | ----- | ----- | ----- |
| 2.675 | 2.792 | 3.061 | 3.175 | 3.260 | 3.120 | 2.928 | 2.679 | 2.645 |